# 孫順
孫順，號茜溪，贵州思南人，明朝政治人物，進士出身。

## 生平
崇禎三年（1630年），舉庚午科貴州鄉試第九名舉人，崇禎十年（1637年）丁丑科會試第二百五十四名，二甲二十五名，刑部觀政，本年十二月授浙江安吉州知州，十三年考察去職，十月補絳州知州，十五年升户部浙江司员外郎，不久被革职。南明永曆帝時官至戶部尚書。